# Strumica
Strumica (Macedonisch: Струмица), in het Nederlands ook gespeld als Stroemitsa, is een stad en gemeente in het zuidoosten van Noord-Macedonië. De stad is het cultureel en economisch centrum van de regio.

## Geschiedenis
Van 1913 tot 1919 behoorde de stad aan Bulgarije, daarna werd het met drie andere gebieden aan Joegoslavië overgedragen. Sinds de onafhankelijkheid van Macedonië is de stad onderdeel van dat land.

## Bevolking
Op 31 december 2018 telde de stad Strumica 37.080 inwoners, terwijl de gemeente Strumica 57.412 inwoners had. Van de 57.412 inwoners in de gemeente Strumica, waren 28.649 mannelijk en 28.763 vrouwelijk. Zo'n 9.974 inwoners (17,4%) waren tussen de 0 en 14 jaar oud, gevolgd door 39.378 personen (68,6%) tussen de 15 en 64 jaar en 8.060 personen (14%) van 65 jaar of ouder.
De grootste etnische groep vormden de etnische Macedoniërs (50.258 personen, oftewel 91,9%), gevolgd door 3.754 Macedonische Turken (3.754 personen, oftewel 6,9%). Onder de laatste groep zijn ook de Torbesjen inbegrepen.

## Geboren
- Dimitrios Semsis (1883-1950), musicus en componist
- Baba Vanga (1911-1996), helderziende en mysticus
- Dušan Džamonja (1928-2009), beeldhouwer
- Blagoje Istatov (1947-2018), voetballer
- Boris Trajkovski (1956–2004), president van Macedonië (1999-2004)
- Zoran Zaev (1974), politicus
- Igor Gjuzelov (1976), voetballer
- Robert Popov (1982), voetballer
- Goran Pandev (1983), voetballer
- Aco Stojkov (1983), voetballer
- Vasil Garvanliev (1984), zanger
- Goran Popov (1984), voetballer

## Galerij

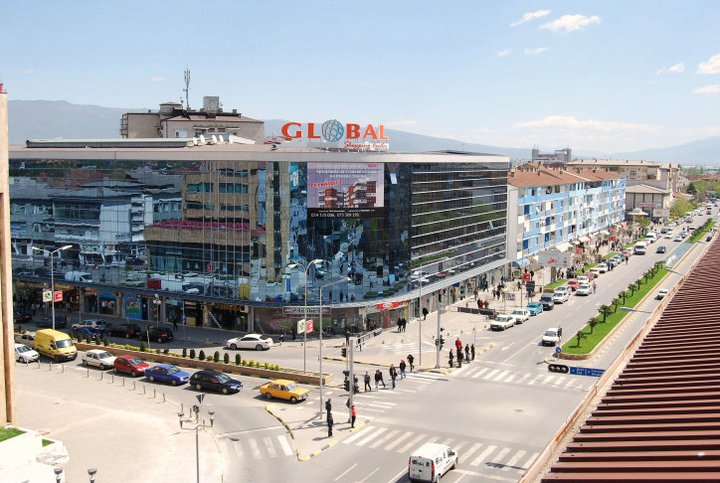
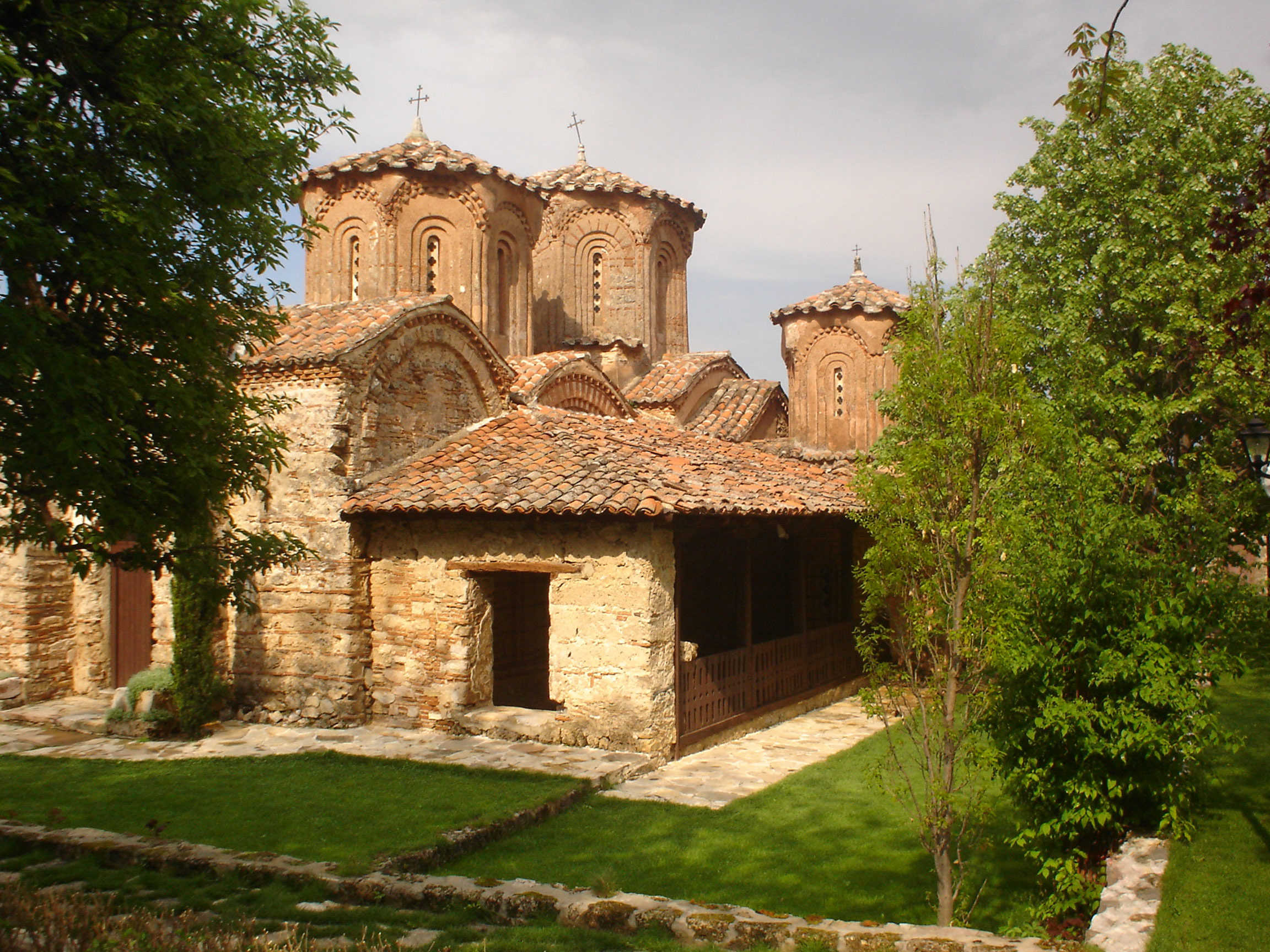
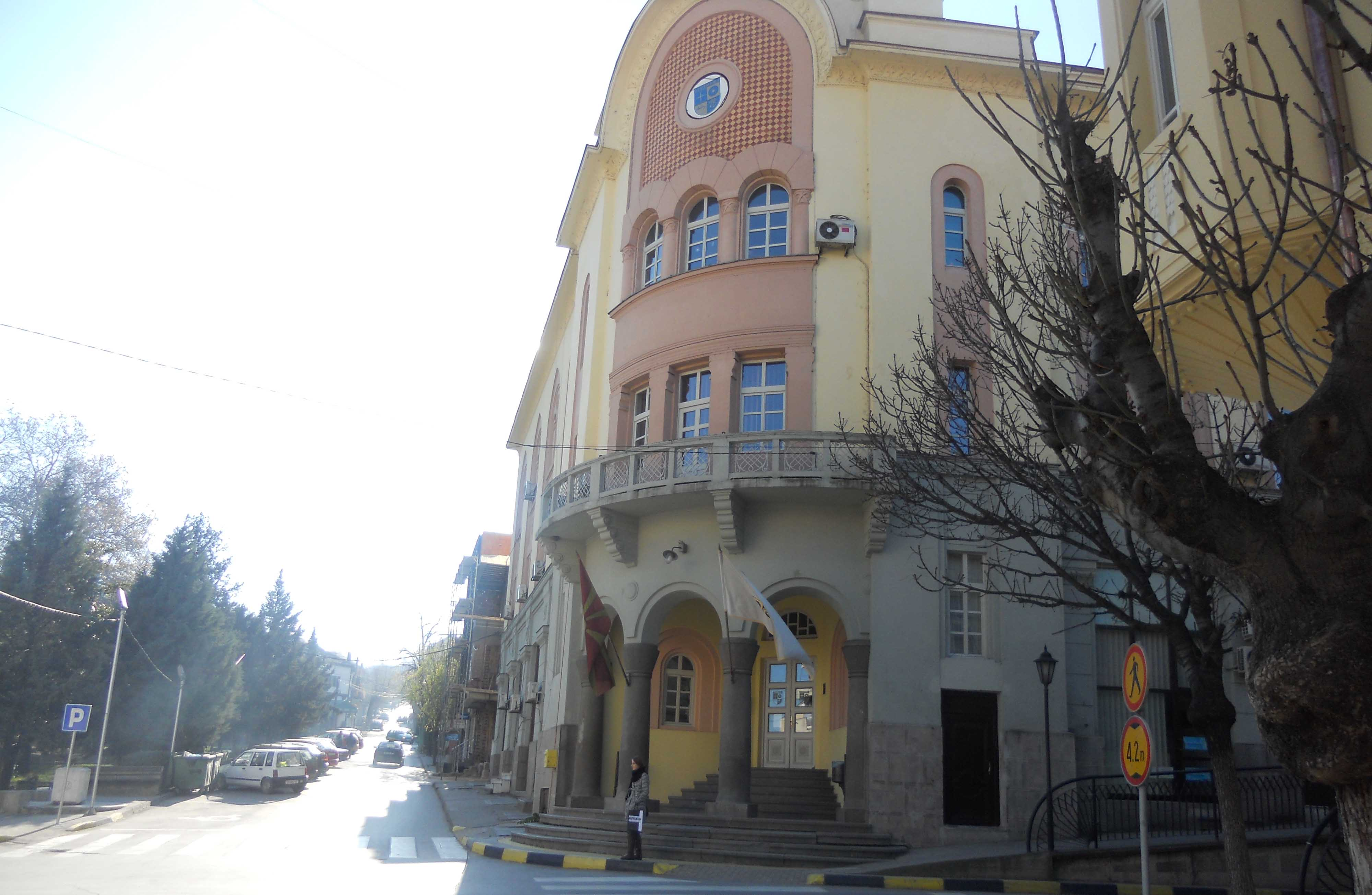
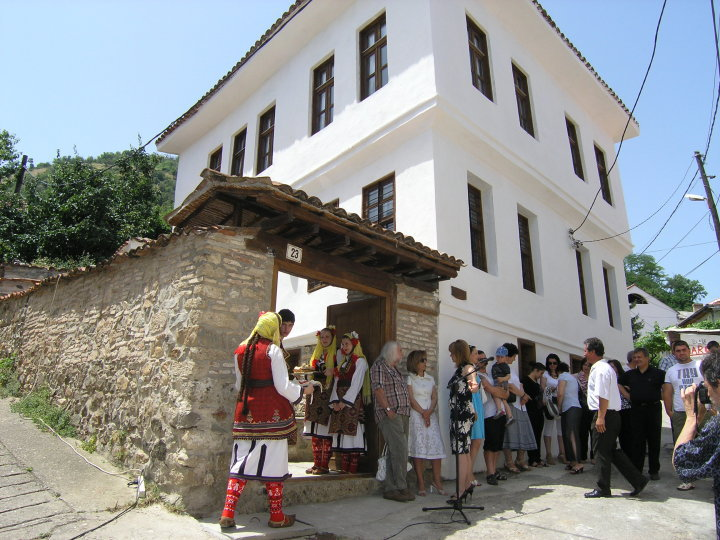
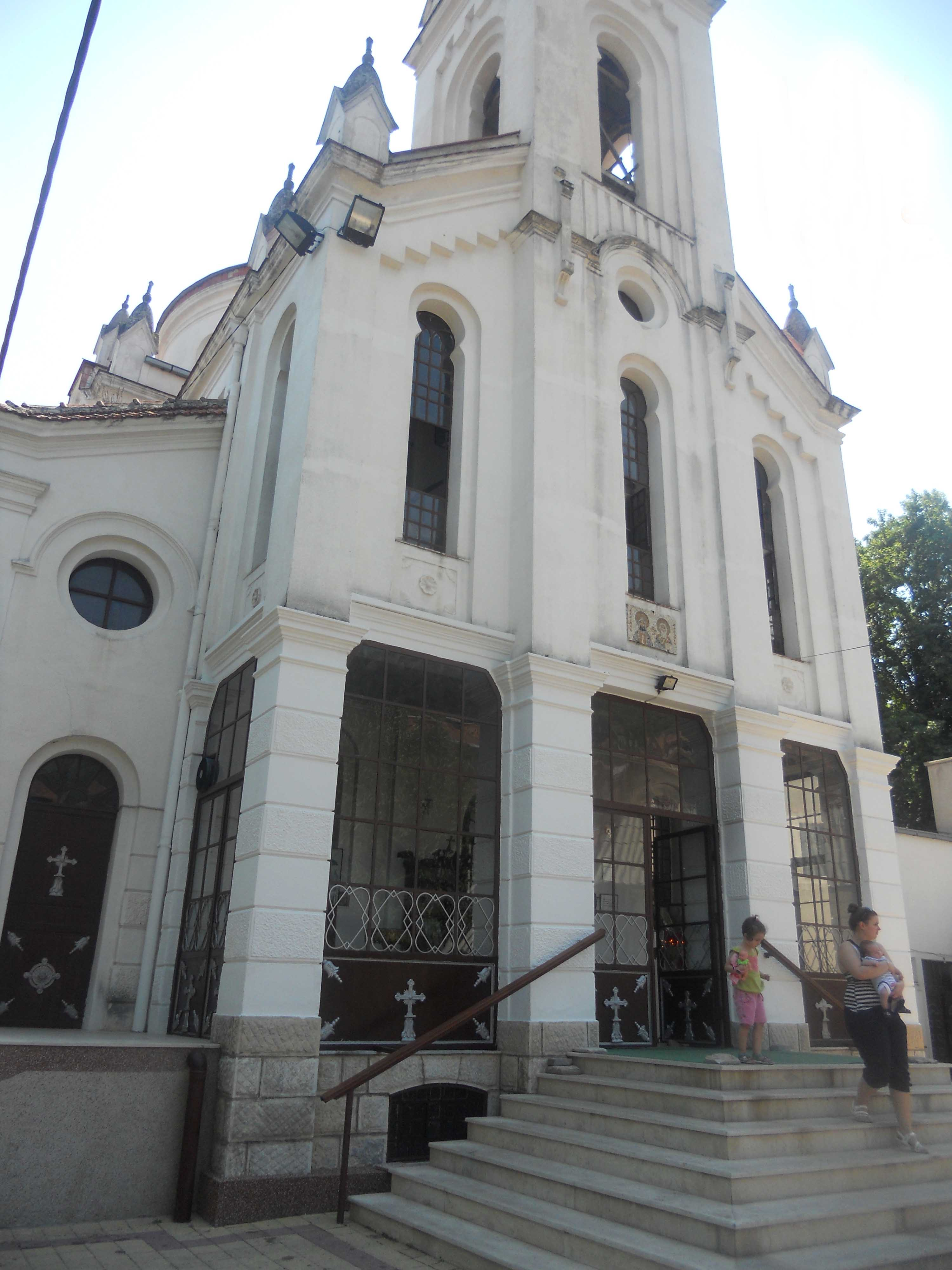

## Stedenbanden
- Reykjavik